# Calliotropis powelli
Calliotropis powelli is een slakkensoort uit de familie van de Eucyclidae. De wetenschappelijke naam van de soort is voor het eerst geldig gepubliceerd in 1979 door Marshall.